# 离调
离调(俄文: отклонения，德文: Ausweichung)是音乐理论中的一个概念。在英语圈乐理体系中经常被称作主化(英文: tonicisation)。
简单来说，短时间的离开一个调到另一个调叫做离调。

## 离调及其相关术语的概念
一般地，若有一组和声进行起始于一个调，中间插入一组不属于原调、属于另外一个调的和弦或短暂的和声进行，然后又迅速地回到原调，则我们称中间借用另一个调和声的过程为离调，这些借用的和弦所属的调称为副调，副调中的主和弦称为副调主和弦、副主和弦、临时主和弦或主化和弦，从副调中借用的和弦称作离调和弦，这个离调过程又可以称作离调和弦对副主和弦的主化(tonicisation)。
离调之后一般会回到原调，有时会作新的离调。

## 副主和弦

### 副主和弦的和弦结构
副主和弦只能要么是大三和弦，要么是小三和弦。因为在大小调体系功能和声中，任何调主和弦都只可能是大三和弦和小三和弦。所以其他种类的和弦（如增三和弦、减三和弦）不能做副主和弦，固而无法向其离调。

### 副主和弦在原调中的和声意义
在离调中，副主和弦必须是原调中的调内和弦，这既包括自然和弦（即主和弦、二级和弦、三级和弦、下属和弦、属和弦、六级和弦、下主和弦），也包括调内非自然和弦（例如重属和弦、那不勒斯和弦、重下属和弦等），还包括同主音交替大小调和弦。

### 副主和弦的在离调中的位置
1. 在离调中，最为常见的情况是，副主和弦出现在整个离调过程的最末尾，然后就回到主调了，这时，我们认为副主和弦前边的离调和弦的插入 加强了向这个副主和弦的倾倒性。
2. 有时，离调的末尾没有出现副主和弦，离调和弦之后立刻接回到一个不是副主和弦的原调和弦，那么此时，这个副主和弦本应该出现的位置被另一个原调和弦代替了，我们把离调和弦连接到非副主和弦的原调和弦的过程称作意外进行。
3. 另外还有一些时候，虽然离调的末尾没有出现副主和弦，但是离调之前是副主和弦，就是说，从原调经过副主和弦接入副调。对于这种情况，理论界有两种观点，斯波索宾认为这种情况也可以归类到意外进行中；另一种观点则认为此时的离调是离调和弦对副主和弦的一种后修饰，因此称之为反向离调。第一种观点的依据主要是和声进行是一个单方向的进行，不是所有正向符合和声进行规律的和声进行的逆行依旧符合和声进行规律，例如下属向属的进行反过来则成为属于意外进行的反功能进行，而离调是有倾导性质的和声进行，因此需要解决，而解决的过程是从不稳定进行到稳定的过程，因此不能反过来。

## 离调和弦

### 副属和弦
狭义的副属和弦是指在离调过程中，副调中的属和弦。
广义的副属和弦是指在离调过程中，副调中的属功能组的任何和弦，最常见的包括副调的属三和弦(D)、属七和弦(D7)、导七和弦(DⅦ7)及其转位。

### 副下属和弦
狭义的副下属和弦是指在离调过程中，副调中的下属和弦。
广义的副下属和弦是指在离调过程中，副调中的下属功能组的任何和弦，最常见的包括副调的大下属三和弦(S)、小下属三和弦(s)、二级和弦(SII)、二级小七和弦(SⅡ7)、二级半减七和弦(sⅡ7)及其转位。

## 与转调的区别
离调最重要的特点是没有用来巩固新调调性的结束终止，所以仍然保留着自己在主调内的调式功能。
转调一般需要经过中介和弦（即同时属于新调和旧调的调内和弦）作为转调的桥梁，而离调则不需要。
从时长来说，离调相对而言要比转调要短。
但在分析实际音乐作品中，仍然有些情况是很难区分转调与离调的，有时既可以用转调分析也可以用离调分析，此时应观察曲式的调性布局规律，根据前后文判断哪种分析方式更加合理。但即便如此，也依然会有一些存在多种合理分析方式的音乐段落，那么不同音乐分析者可能会根据不同的视角提供不同的解读。

## 离调的标记方法
对于离调的和声分析，不同和声分析法中有不同的标记方式。

### 斯波索宾和声分析法中的离调标记
在斯波索宾标记法中，如果出现单一离调和弦，且其之后是主和弦的情况，则在离调和弦处标注该离调和弦在副调中的和弦标记，在副主和弦处标记该和弦在原调中的和弦标记，然后在两个和弦符号之间插入一个箭头（→）。
如果有一组离调和弦的话，则在这一组离调和弦的下方用一个开口朝上的方括号（└━━━━┘）括起来，让方括号的末尾处（即右上角）连接一个箭头（→），指向接下来的副主和弦。被集体括起来的部分被称作集体离调。
如果离调的最后没有副主和弦，而是出现了意外进行，那么依然按照如上的方法，只不过把副主和弦的和声符号写在小括号里。

### 里曼主义的和声分析法中对离调的标记
先将离调和弦在副调中的和声分析符号写出，再将统一离调中所有的离调和弦集体地用小括号括起来，如果之后是副主和弦则直接书写该和弦在原调中的符号，如果离调和弦后不是副主和弦的话，则在离调和弦的小括号之后写出副主和弦在原调中的和弦符号并用中括号括起来。

### 罗马数字分析-斜杠离调标记法
把每个离调和弦在副调中的和声标记写出，再在每个单独的符号之后逐一地画上“/”并写上副主和弦在原调中的符号。

### 罗马数字分析-下方曲箭头离调标记法
离调和弦在副调中的和声标记写出，再逐一地从各个离调和弦符号的下方用弧线箭头指向副主和弦符号的下方。

### 申克式离调标记法
整体离调过程（包括副主和弦）都用副调中的和声符号标记，再在这些和声符号的下方用一个开口朝上的方括号将它们集体括起来，然后再在这个方括号下居中的位置写上这个副调中的副主和弦在原调中的和声标记。

## 重属功能与重下属功能
重属和弦(DD)从字面上解释为属和弦的属和弦；重下属和弦(ss)从字面上解释为下属和弦的下属和弦。
在音级理论中，重属和弦被理解为向属和弦离调的副属和弦；重下属和弦被理解为向下属和弦离调的副下属和弦。
但在功能理论中，重属和弦和重下属和弦不属于离调和弦，他们属于调内非自然和弦。重属功能以及重下属功能都可以作为独立的和声功能存在，而不应理解为向属或下属的离调。这主要是因为这两个和声功能组都可以直接服务于原调主和弦。重属功能和声既可以进行到属功能也同样可以进行到下属功能，甚至是直接进行到主功能，因此它的存在并不是依赖于属和弦的。
事实上，我们可以把重属功能组的和弦理解为从同主音利底亚调式通过调式交替得到的和声，而重下属功能组的和弦则是从同主音弗里几亚调式（或混合利底亚调式）通过调式交替得到的和声。